# Peniagone piriei
Peniagone piriei, nomen dubium, is mogelijk een zeekomkommer uit de familie Elpidiidae.
De wetenschappelijke naam van de soort werd in 1908 gepubliceerd door Clément Vaney.